# بوینده
بویَنده (osphradium) اندام بویایی در برخی نرم‌تنان است که با اندام تنفسی آن‌ها اتصال دارد. به باور دانشمندان کارکرد اصلی این اندام آزمایش آب وارده از نظر گل و لای و ذرات تغذیه‌ای احتمالی است. تمامی اعضای سرده حلزون‌های مخروطی Conus بوینده دارند.
بسیاری از نرم‌تن‌شناسان بر این باورند که حضور بوینده در این جانوران را باید یک هم‌جداریختی synapomorphy نرم‌تنی به شمار آورد. گرچه یک "بویندهٔ" واقعاً هم‌ساخت homologous هنوز در برخی گروه‌ها ازجمله گهواره دریایی یافته نشده است.
منظور از هم‌جداریختی، صفاتی است که در نزدیک‌ترین نیای دو یا چند تاکسون یافت می‌شود اما در نیای قدیمی‌تر آن‌ها وجود نداشته‌است.